# Deštné v Orlických horách
Deštné v Orlických horách (německy Deschnei im Adlergebirge) je obec, která se nachází v okrese Rychnov nad Kněžnou v Královéhradeckém kraji. Leží 18 km severně od Rychnova nad Kněžnou a 40 km východně od Hradce Králové. Žije zde 567 obyvatel (v roce 2006 jich bylo 625). Průměrná nadmořská výška obce je 650 m n. m. Součástí obce je i osada a základní sídelní jednotka Jedlová v Orlických horách.
Jedná se o největší turistické středisko Orlických hor. Obec je hojně navštěvována především v zimě, kdy je lyžařům k dispozici zdejší lyžařský areál.

## Historie
Deštné v Orlických horách, založené cisterciáckým svatopolským klášterem, který ovládal majetky v okolí Opočna, v podhůří a v Orlických horách. V roce 1362 je obec poprvé písemně zmíněna a později také v soupisu far pod dobrušským diakonátem dřevěný kostel v obci. Za husitských válek byl klášter Svaté Pole vypálen a jeho majetku se zmocnil Aleš Vřešťovský z Rýzemburka.
V roce 1494 koupil majitel opočenského panství Mikuláš mladší Trčka z Lípy od Jana Jince z Janovic a Petrsburku Osečnici se čtrnácti usedlostmi. Opočenské panství drželi Trčkovští až do třicetileté války, kdy panství připadlo hraběti a polnímu maršálovi Rudolfu Colloredovi a jeho bratru plukovníku Jeronýmovi. Císař ale z panství vyňal Osečnici, Lomy, Hlinné, Dobré, Deštné a Mnichovou, které připojil k černíkovickému panství v majetku Jindřicha Krajty z Lammensdorfu. V roce 1676 vydělené obce odkoupil hrabě František Karel Libštejnský z Kolovrat, vlastník rychnovského panství. Mezi významná průmyslová odvětví patřilo v orlické oblasti již od sklonku středověku sklářství, kdy je také někdy do 14. až počátku 15. století datován předpokládaný vznik první sklářské huti v Deštném.
Během tzv. divokého odsunu německého obyvatelstva mělo být v obci 21 německých civilistů internováno ve zdejší škole, následně byly tyto osoby partyzány odvedeny a v polích zastřeleny. V roce 1949 zde byl zřízen Státní statek Deštné a při něm zřízena Zemědělská mistrovská škola (1953–1956).

### Sklářská huť v Deštném
Sklářská huť v Deštném byla založena před rokem 1595. K tomuto datu potvrdil Jan Trčka z Lípy koupi sklárny mistru Jiřímu Kellerovi. Změnou držitelů panství a po spotřebování dřeva v okolí sklárny, se postupně huť přesunovala směrem ke hřebenu Orlických hor. Nakonec zakotvila na úbočí Malé Deštné ve výšce 940 m n. m., kde působila plných sto let (1660–1760). Byla to jediná sklárna, kde se vyrábělo barokní luxusní sklo, tzv. kolowratský křišťál. Nádherné výrobky se dostávaly do celé Evropy a důstojně prezentovaly české sklo. Působil zde také proslulý malíř skla a porcelánu, osobní malíř hraběte z Kolowratů, Ignác Preissler. Patřil do rozvětveného sklářského rodu Preisslerů, který působil také v Deštném.

## Rekreace
Obec je nejvýznamnějším rekreačním střediskem Orlických hor. Je zde několik lyžařských areálů a množství ubytovacích a stravovacích zařízení.

### Dopravní dostupnost
Obec je velmi dobře dopravně dostupná: vedou sem silnice II/321 z Rychnova nad Kněžnou nebo II/309 z Dobrušky. Kromě místních autobusových linek existuje i spojení do Hradce Králové. Autobusem lze dojet až do sedla pod Šerlichem (v létě i cyklobusem).

### Skicentrum Deštné v Orlických horách
V Deštném naleznete skicentrum, které je vhodné jak pro začínající lyžaře, tak i pro ty pokročilé a zdatné. V hlavním lyžařském areálu můžete využít dvě lanovky (dvousedačkovou a čtyřsedačkovou) a čtyři vleky. Propojené areály Zákoutí, Marta I a Marta II nabízí šest sjezdových tratí všech obtížností, Your Park a dětskou dráhu s nenáročnými sněhovými vlnami a klopenými zatáčkami. Pro začínající lyžaře je zde lyžařská škola. Její součástí je vlastní rozsáhlé Yettiho hřiště s dvěma provazovými vleky, pojízdným pásem SunKid, herními prvky, kolotočem a dětským koutkem ve tvaru iglú. K areálu patří také půjčovna a servis veškerého vybavení. Pro zkušené lyžaře je zde připraven větší areál s černou „Závodní“, červenou „Sportovní“ a modrou „Turistickou“ sjezdovkou. Skiareál nabízí i večerní lyžování, které v sezóně probíhá každý den od 18:00 do 21:00. V okolí naleznete i velkou řadu běžeckých tratí. V roce 2020 se zde konalo finále osmého ročníku lyžařského freeski závodu Soldiers v disciplíně Big Air.

## Památky
- Kostel sv. Máří Magdaleny
- Křížová cesta na Dříši
- Kaple na Dříši – poutní místo
- Velké množství staveb drobné sakrální architektury
- Jiráskova horská chata
- Kačenčina zahrádka – přírodní památka u sjezdovek
- Kaple svaté Rodiny – sakrální stavba
- Sloup s barokní sochou sv. Jana Nepomuckého z roku 1749, obnoven roku 1860.[11]

### Muzea
- Muzeum turistiky, zimních sportů a řemesel – č. p. 133

## Další fotografie

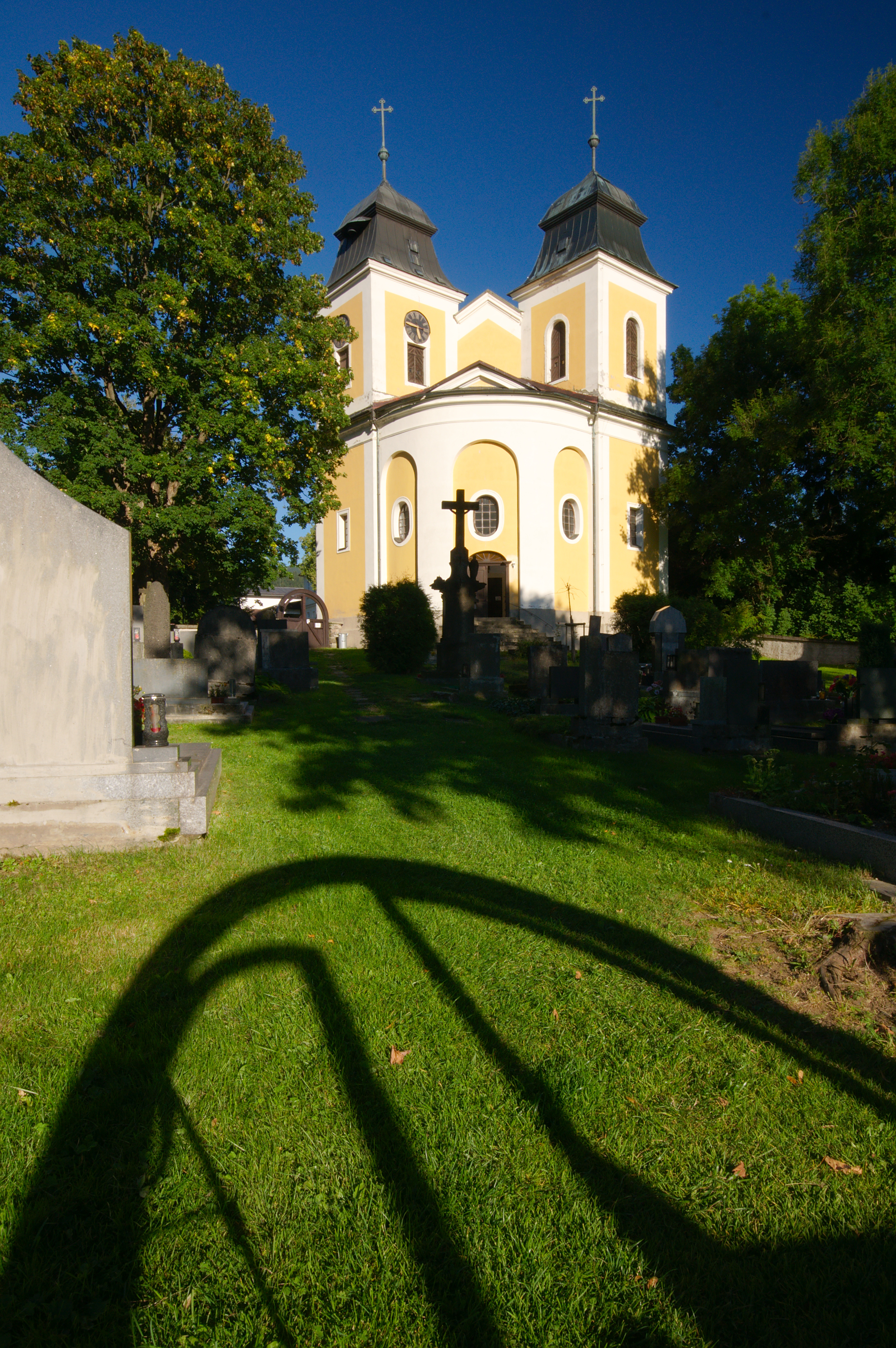
Kostel sv. Máří Magdalény
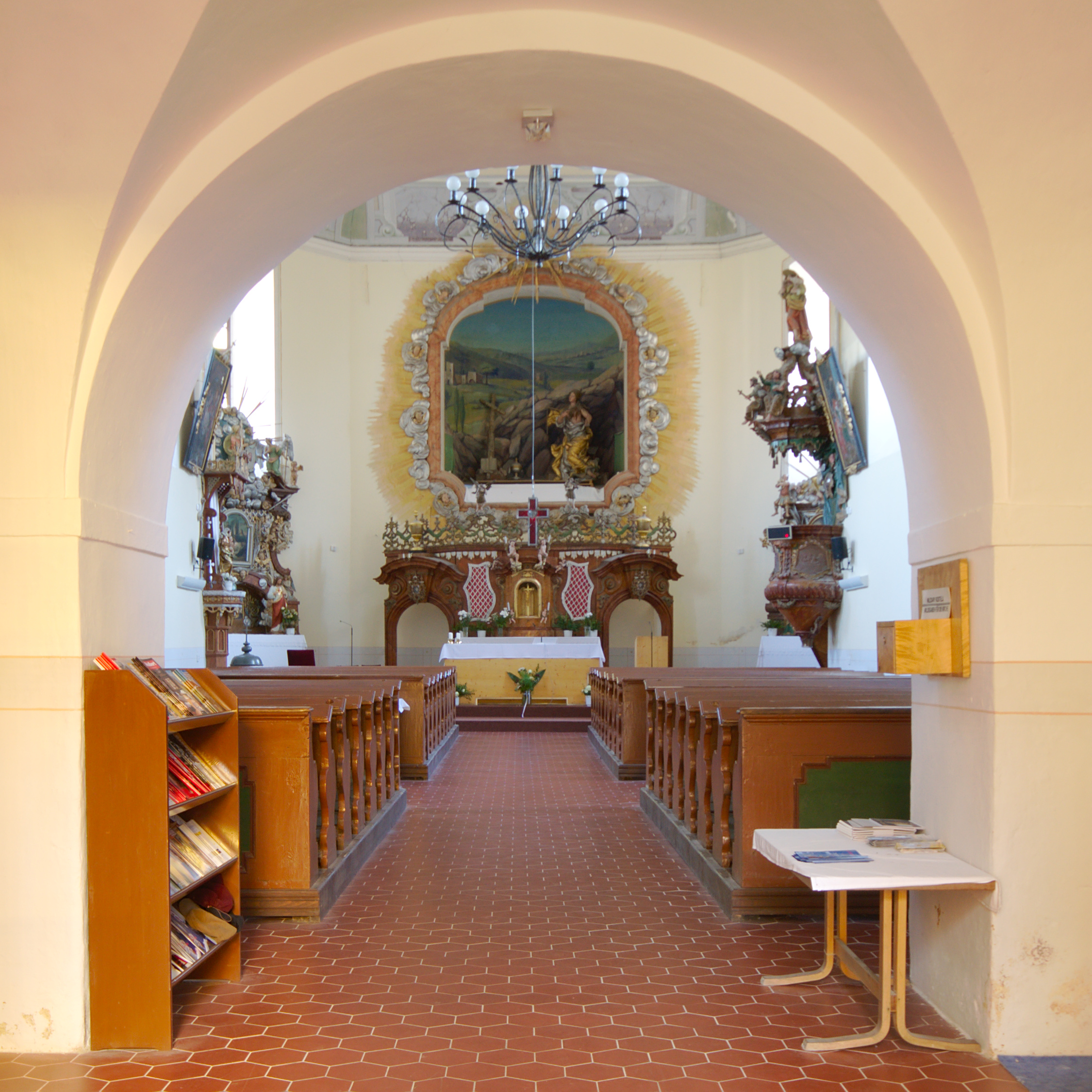
Interiér kostela
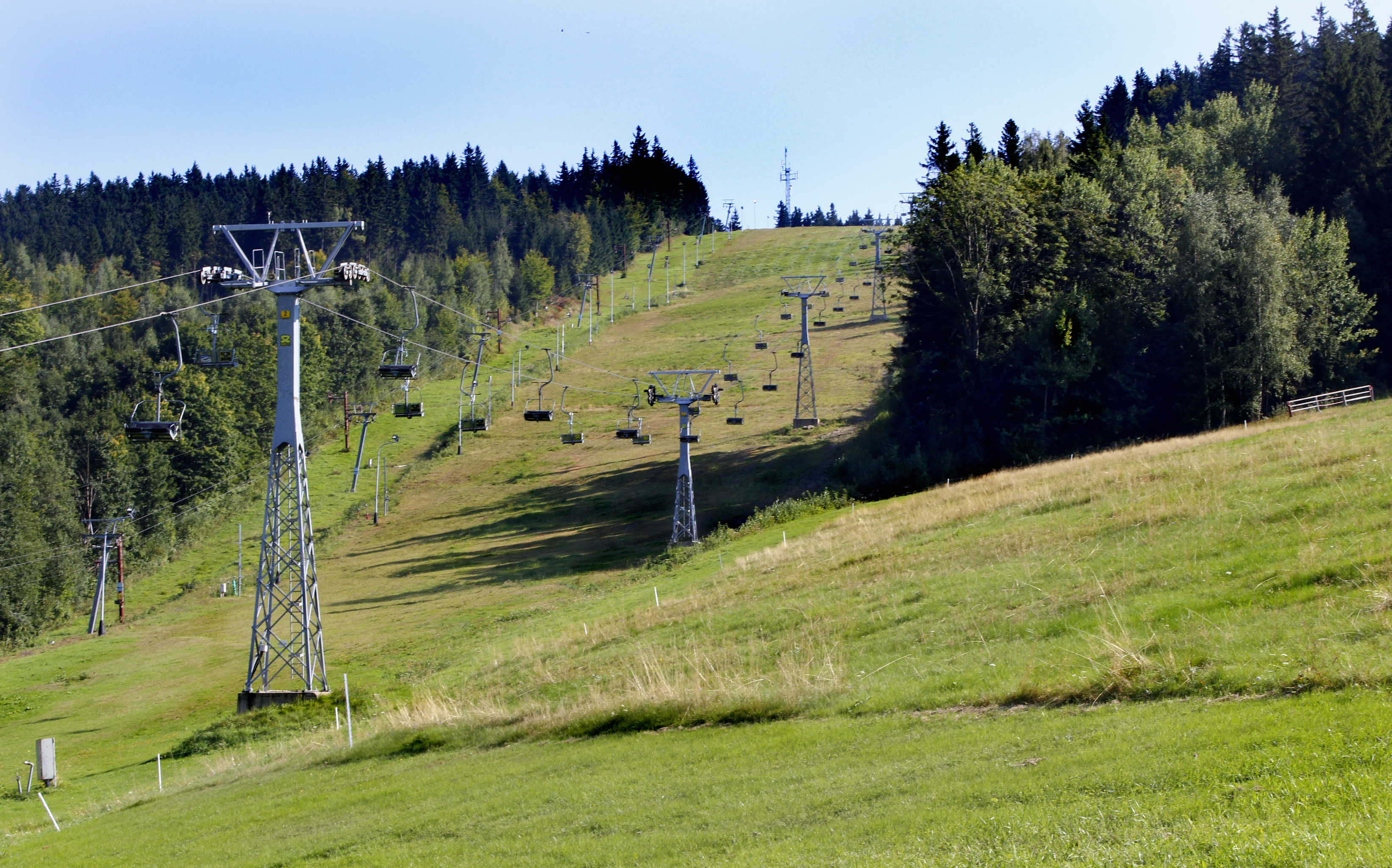
Lanovky na Studený vrch
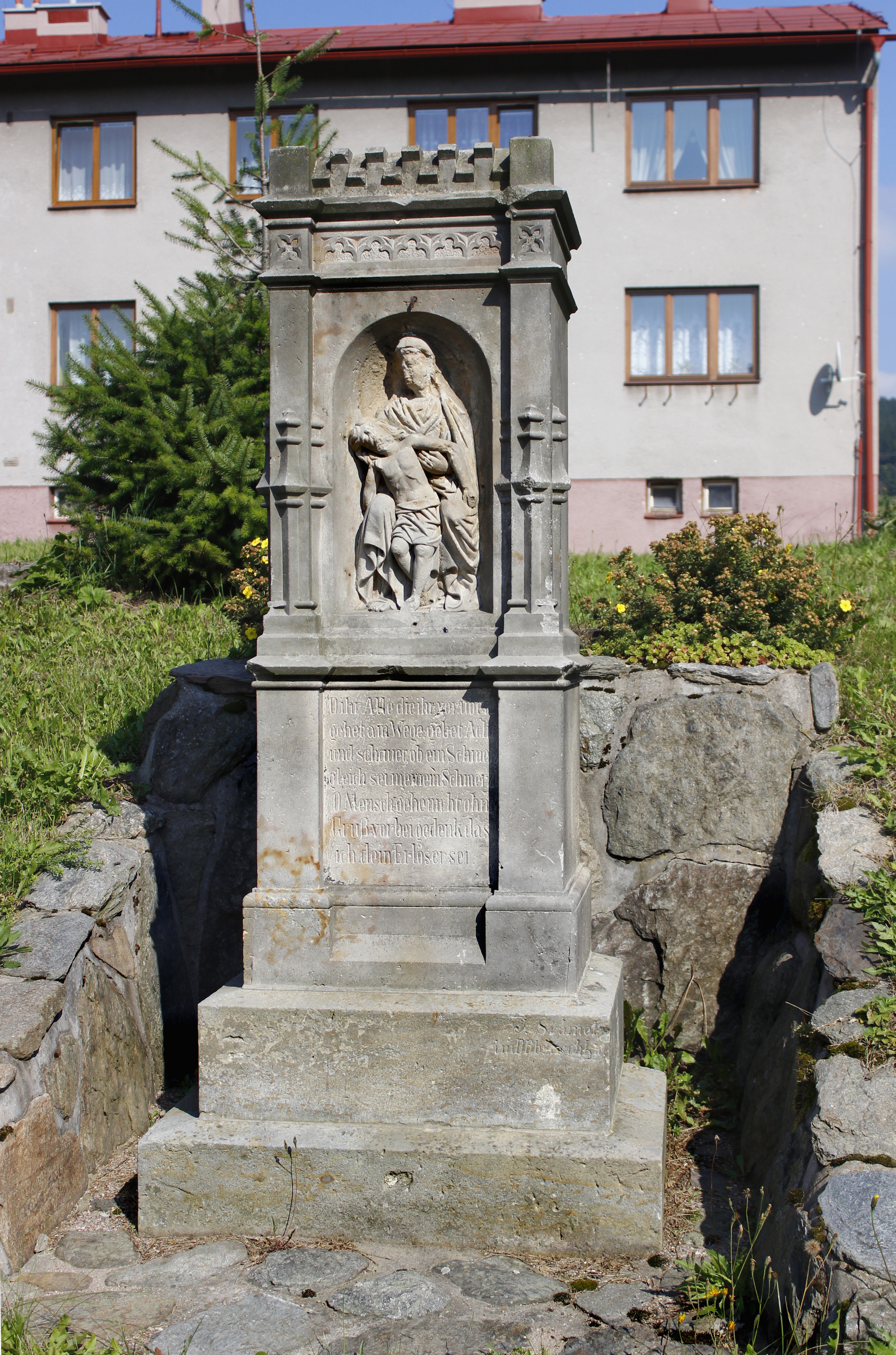
Pieta z dob německého osídlení
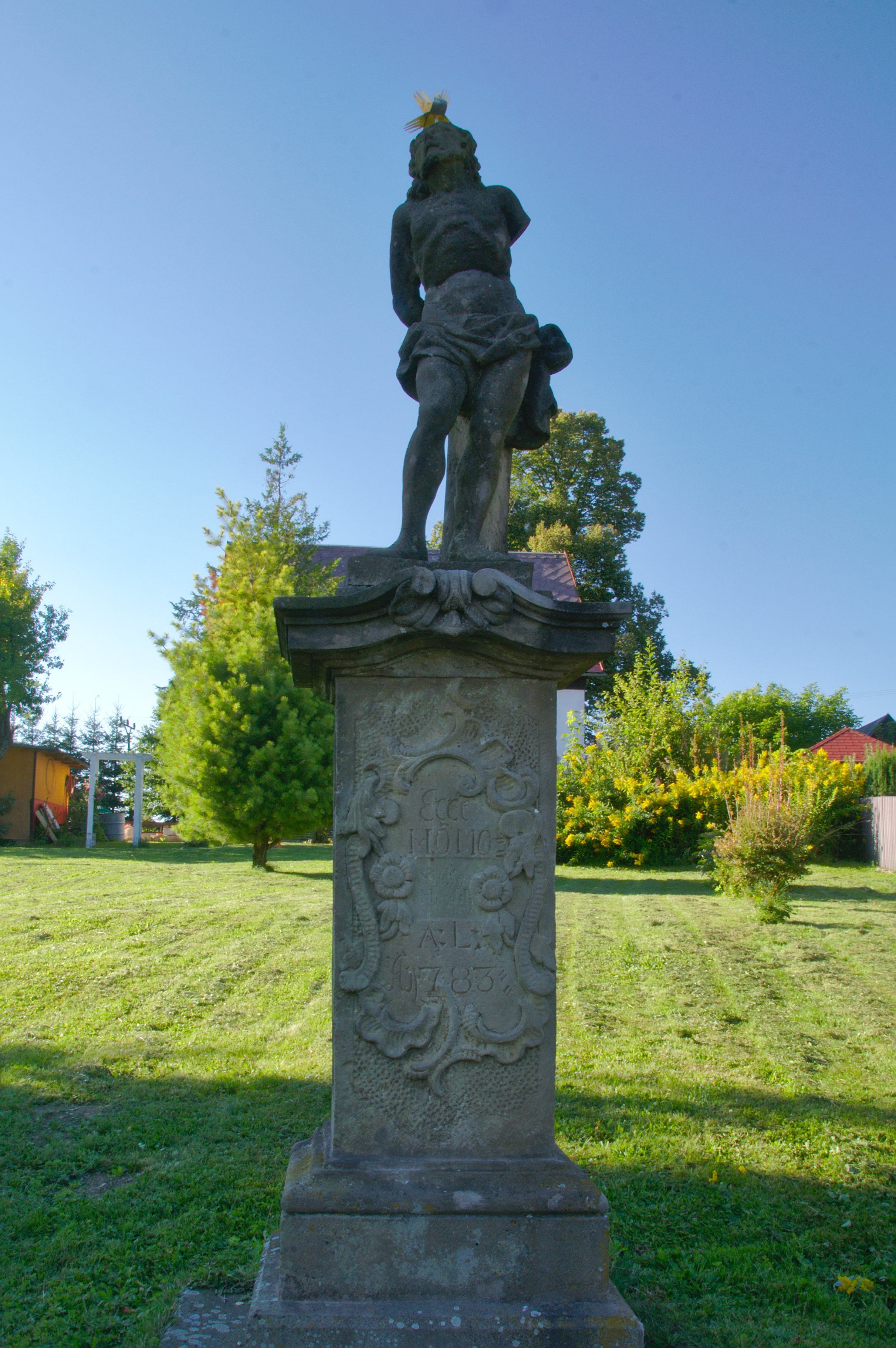
Socha Ecce Homo
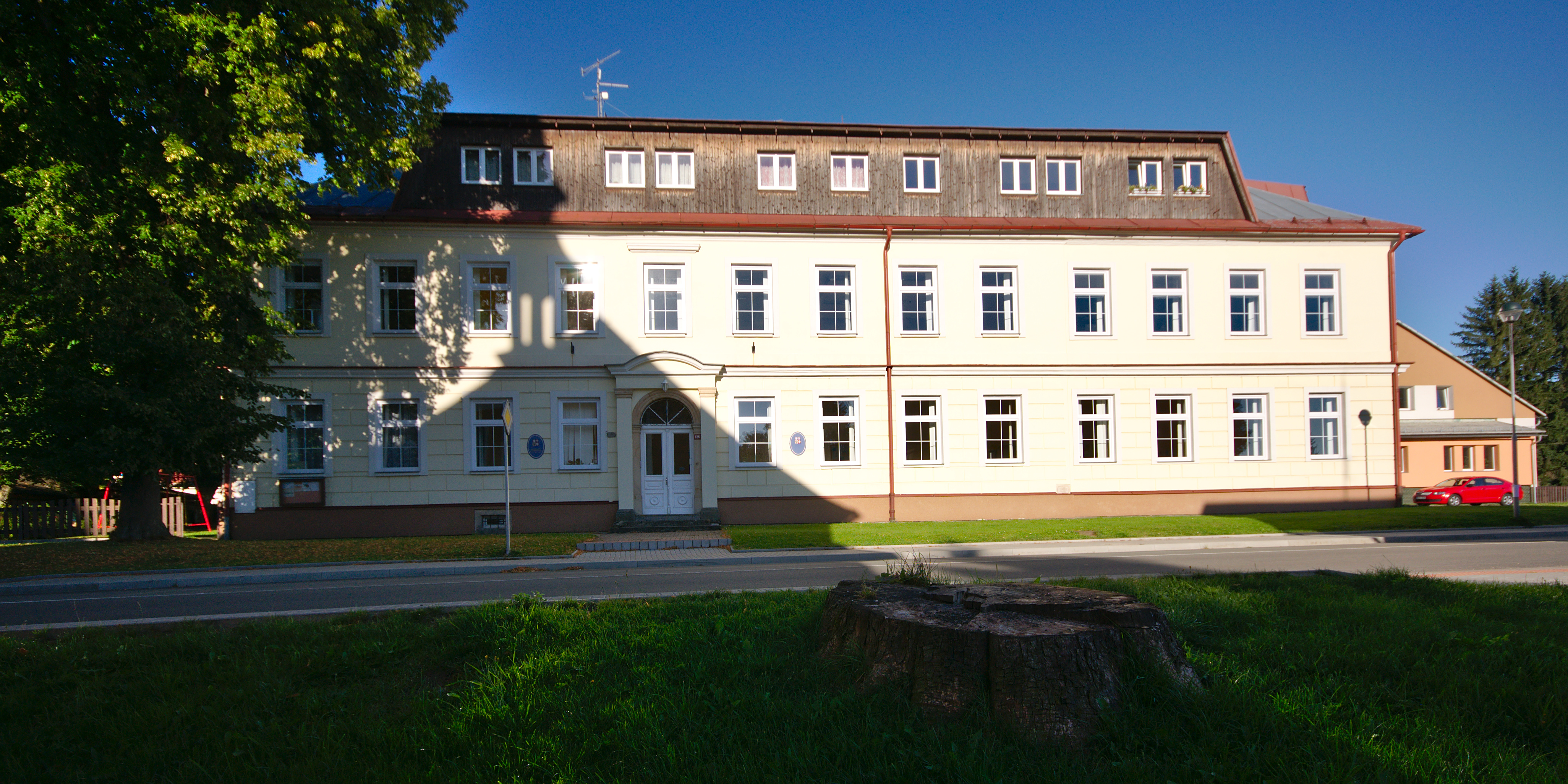
Základní škola
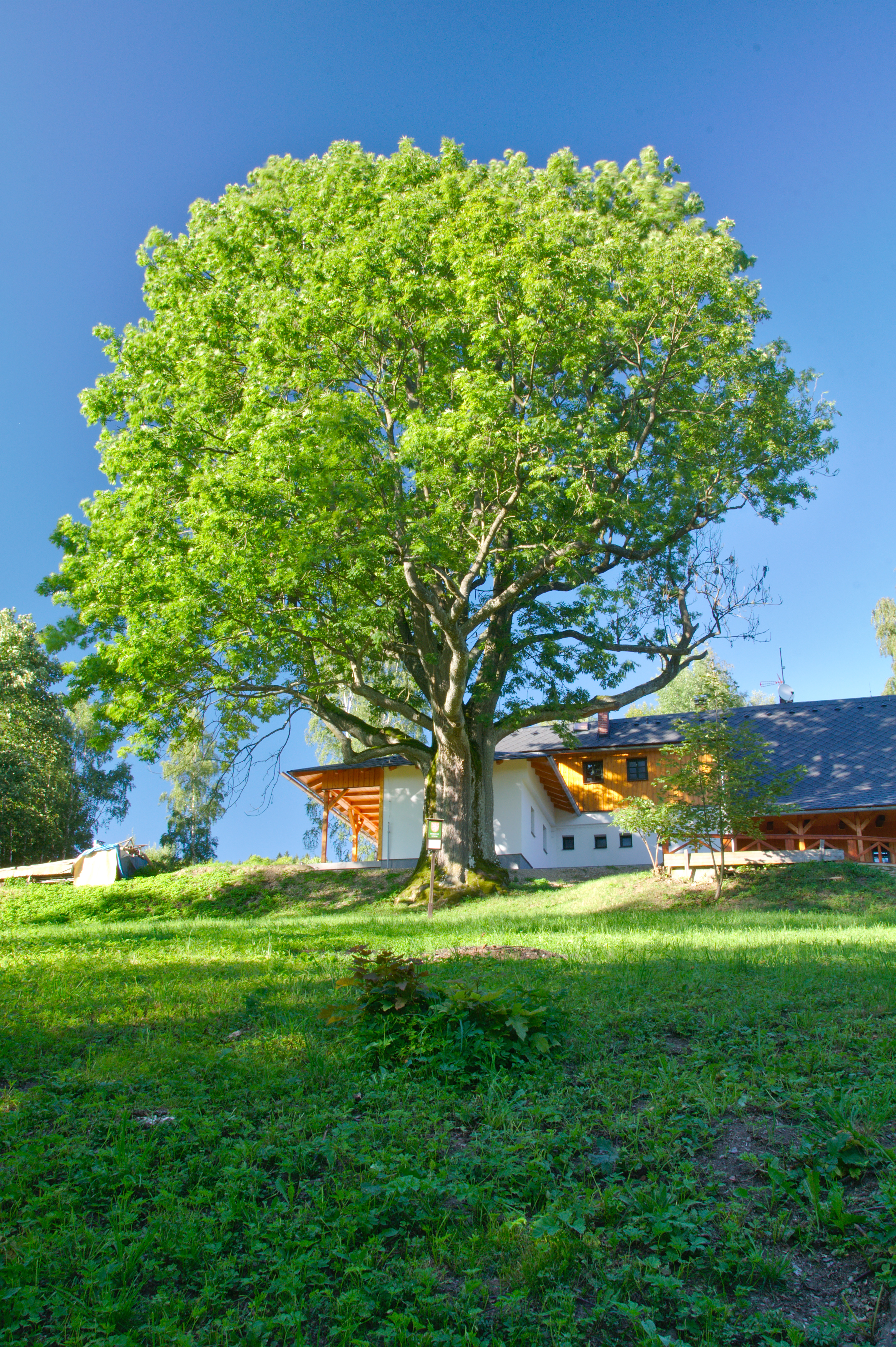
Chráněný jasan
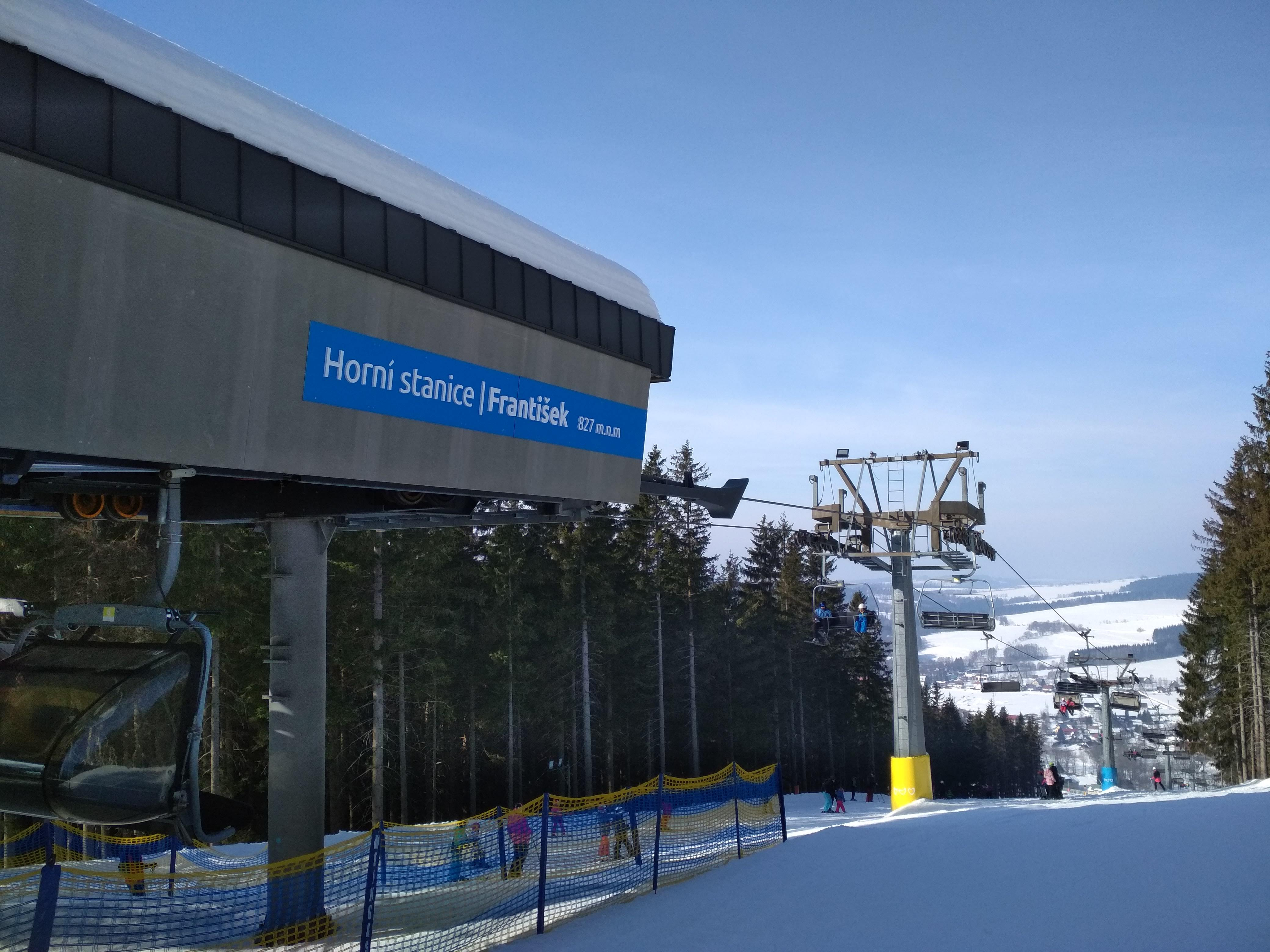
Horní stanice lanovky na Martě II